# استفانیا زانوسی
استفانیا زانوسی (ایتالیایی: Stefania Zanussi؛ زادهٔ ۶ نوامبر ۱۹۶۵) بازیکن زن بسکتبال اهل ایتالیا بود. وی در بازی‌های المپیک تابستانی ۱۹۹۶ شرکت کرده‌است.